# Тевеняны
Те́веняны (латыш. Teveņāni) — населённый пункт в Вилянском крае Латвии. Входит в состав Вилянской волости. Находится у главной автодороги A12 (Екабпилс — Резекне — Лудза — российская граница). По данным на 2018 год, в населённом пункте проживало 44 человека.

## История
В советское время населённый пункт входил в состав Радопольского сельсовета Резекненского района. В селе располагалась Вилянская опытно-селекционная станция.